# Ñachilamólnec
Ñachilamólnec (Ñachilamóle’ec, Tobas de Sombrero Negro, Toba-Pilagá), jedna od mnogih plemenskih skupina Toba Indijanaca čije ime označava 'ljude s rijeke' “gente del río”. Obitavaju duž rijeka Bermejo i Pilcomayo na području departmana Ramón Lista u argentinskoj provinciji Formosa i provincijama Chaco i Salta.
Ime Tobas de Sombrero Negro dolazi po misiji Sombrero Negro kojas e nalazila kod Estero Patiña, gdje su oni bili poktšteni. Kao susjedi plemena Pilaga došli su pod njihov jezični utjecaj pa govore jezikom kojeg jezikoslovci smatraju dijalektom pilaga, pa je nazivan toba-pilagá (toba del oeste, sombrero negro). Imaju 3 veća sela i sedam manjih naselja 550 Km zapadno od grada Formosa, a glavno je Sombrero Negro (Comlaje'pi Naleua).
Danas su lovci, sakupljači i ribari uz nešto obrade tla, razne vrste tikava, kukuruz i lubanice, dok pšenično brašno, rižu, šećer i ulje nabavljaju u trgovinama. 
Populacija im iznosi 1.600.